# Спичинецька сільська рада
| Спичинецька сільська рада — колишній орган місцевого самоврядування у Погребищенському районі Вінницької області з адміністративним центром у с. Спичинці. Сільській раді підпорядковані населені пункти: - с. Спичинці - с. Васильківці |

## Склад ради
Рада складається з 12 депутатів та голови.

## Керівний склад сільської ради
| ПІБ                          | Основні відомості                                                                       | Дата обрання | Дата звільнення |
| ---------------------------- | --------------------------------------------------------------------------------------- | ------------ | --------------- |
| Шадій Сергій Григорович      | Сільський голова, 1963 року народження, освіта, безпартійний                            | 26.03.2006   | 31.10.2010      |
| Дерінг Лариса Василівна      | Сільський голова, 1950 року народження, освіта вища, позапартійна                       | 31.10.2010   | 16.12.2012      |
| Ремарчук Олександр Дмитрович | Сільський голова, 1965 року народження, освіта середня спеціальна, член Партії регіонів | 16.12.2012   |                 |

Примітка: таблиця складена за даними джерела